# Rosa Roth – Der Schuss
Der Schuss ist ein deutscher Fernsehfilm von Hannu Salonen aus dem Jahr 2013. Es handelt sich um die einunddreißigste und zugleich letzte Episode der ZDF-Kriminalfilmreihe Rosa Roth mit Iris Berben in der Titelrolle.

## Handlung
Der Film beginnt mit einem Zitat des griechischen Dichters Sophokles:

„Es ist den Menschen allen eins gemeinsam: fehlzugehen.“

Rosa Roth muss vor Gericht gegen den Waffenhändler Raskow aussagen, den sie mit ihren Beweismaterial bereits in ihrem ersten Fall In Liebe und Tod verhaften lassen wollte. Neben den Gerichtsprozess ermittelt sie gegen Stefan Gruber, der gemeinsam mit seiner Tochter Deborah und erpresstem Lösegeld vor deren Pflegeeltern Yasemin und Jörg Deinhardt fliehen will. Bei einer Durchsuchung der Wohnung Grubers löst sich aus Roths Dienstwaffe ein Schuss, der die Tochter Deborah trifft. Die interne Ermittlung wird aufgrund des Vorfalles eingeleitet. Rosa Roth merkt aber bald, dass etwas faul ist. Die Pflegemutter Deborahs ist Raskows Anwältin.
Rosa Roth plagen Schuldgefühle, da sich das Mädchen immer noch im Krankenhaus befindet. Bei einer Notoperation treffen sich Gruber und die Pflegeeltern ein. Als der Tod des Mädchens vermeldet wird, rastet Gruber aus und befiehlt mit einer entwendeten Pistole die Operation weiterzuführen. Als er den Tod seiner Tochter akzeptiert begeht er auf der Stelle Selbstmord. Bei einer Befragung gesteht Jörg Deinhardt die Einfädelung der Straftat, da er den leiblichen Vater loswerden wollte.

## Hintergrund
Der Schuss wurde vom 8. Oktober 2012 bis zum 12. November 2012 in Berlin und Umgebung sowie an der Ostsee gedreht. Am 12. Oktober 2013 wurde die Folge zur Hauptsendezeit im ZDF erstausgestrahlt.
Carlo Rola führt bei diesem letzten Fall der von ihm konzipierten Kommissarin Rosa Roth erstmals keine Regie.

## Kritik
Die Kritiker der Fernsehzeitschrift TV Spielfilm vergaben dem „exzellent besetzten“ Film mit dem „düsteren Stoff“ die bestmögliche Wertung, sie zeigten mit dem Daumen nach oben. Sie konstatierten: „Dramatischer Abgang der souveränen Ermittlerin“.
Tilmann P. Gangloff schrieb auf kino.de von einem „raffinierten Katz-und-Maus-Spiel“. Den Kreis mit dem Russen Raskow aus dem 1994er Premierenfilm als Roths großen Gegenspieler zu schließen, sei „brillant“. Gelobt wird das Personal von der „namhaften Besetzung“ (Jürgen Vogel, Lisa Maria Potthoff, Johann von Bülow) bis zum Stab um den „versierten Krimiregisseur“ Hannu Salonen mit Kameramann Wolf Siegelmann und Julia Oehring (Schnitt).